# Orff-Schulwerk

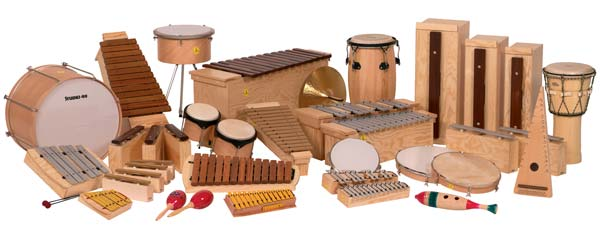
Instrumentarium pédagogique de l'Orff-Schulwerk.

Le Orff-Schulwerk (aussi appelé Méthode Orff en France) est une pédagogie musicale active créée et développée par un groupe pédagogique composé du compositeur Carl Orff, de la chorégraphe Dorothée Gunther, de la musicienne Gunild Keetman et de la danseuse Maja Lex. Elle est actuellement diffusée en France par l'Association Carl-Orff France. Il s'agit d’un mouvement pédagogique international présent dans 35 pays sur tous les continents. L’Institut Orff de Salzbourg coordonne les actions du Orff Schulwerk à travers le monde.

## Citations
« Chaque être humain a en lui une part innée de créativité… Mon objectif pédagogique a toujours consisté à dépister et à révéler ce créateur qui sommeille en chacun de nous » Carl Orff

## Historique et principes du Orff-Schulwerk
C’est au début du XXe siècle dans la mouvance des recherches philosophiques tournées vers l’enfant de nombreux chercheurs et pédagogues, que naissent les idées pédagogiques de Carl Orff. Celui-ci a toujours considéré son travail pédagogique comme faisant partie intégrante de son œuvre. Orff met l’enfant au cœur de sa réflexion en le considérant comme un être à part entière, qu’il souhaite acteur de son apprentissage.
Pour Carl Orff, le maître doit amener l’élève vers l’improvisation et la création. Il considère (comme Freud et Henri Wallon (1879-1962) notamment) que l’enfant a intrinsèquement un développement psychique que les époques et le contexte social peuvent faire évoluer mais pas changer fondamentalement. L’éducateur devient alors un guide qui insuffle des modèles que le jeune avec son aide, fera évoluer.
L’enfant et sa personnalité sont donc au cœur des recherches pédagogiques du compositeur. Il considère que le contexte culturel est un élément très important dans le développement des individus et qu’il est primordial d’en tenir compte et d’exploiter les ressources authentiques du pays. Le folklore appartient au monde verbal et culturel, c’est aussi pour cela qu’il s’y intéresse.
Carl Orff prône une éducation musicale et corporelle basée sur l’évolution de l’enfant, une musique à vivre. Elle doit lui permettre de « découvrir et d’étendre son potentiel musical, gestuel et langagier. »
La musique élémentaire comme la définissait Carl Orff inclut le rythme, le corps, le langage, la parole, les instruments. Tous ces éléments sont interdépendants et définissent la musique élémentaire illustrée par ce qu’il a nommé : « Schulwerk », vocable que l’on pourrait traduire avec prudence par « Atelier éducatif ». Il ne s’agit donc pas d’une méthode mais le reflet d’un travail élaboré avec les enfants et non pour eux. Nous pouvons davantage parler d’une démarche évolutive possible, qu’une recette à appliquer. Celle-ci, privilégie la notion de groupe. Le participant y est à la fois acteur et spectateur. Comme dans la société, chacun participe à l’évolution collective tout en développant son propre potentiel. C’est entre autres pour cela qu’elle s’adresse à tous sans élitisme.
Dès 1950, l’utilisation de « l’instrumentarium » a été proposée à des enfants handicapés. En effet la musique élémentaire ne découle pas de schémas préétablis, chacun peut donc se l’approprier en fonction de ses possibilités propres. Le but n’étant pas le résultat à atteindre mais plutôt le processus d’apprentissage mis en œuvre pour arriver à une progression graduelle dans laquelle chacun évolue à son rythme.

## Pôles d’articulation
La prise de contact dans laquelle des exercices dits sensoriels sont privilégiés.
L’imitation qui avec des exercices de répétition favorise la concentration et la perception.
Avec l’exploitation, l’enfant s’approprie les modèles en les manipulant, variant, les adaptant afin de parvenir à :
L’improvisation, moment où l’enfant exploite ses nouvelles connaissances, fait des choix, invente mais aussi joue, compose avec le groupe.
Afin de réussir cette progression un matériel très varié est proposé dans la musique élémentaire :

## Ressources de l’individu
La voix, le langage et toutes ses déclinaisons (cris, onomatopées…), le chant (avec des mélodies élémentaires, des rythmes courts facilement mémorisables.)
Le corps, le schéma corporel, l’expression corporelle, la danse folklorique… La percussion corporelle est le premier instrument de la musique élémentaire.
Le rythme, dénominateur commun du mouvement, du langage et de la musique est un élément primordial de la musique élémentaire. La pratique des instruments bien que non essentielle, permet d’élargir le champ des expérimentations.
L’instrumentarium proposé par Carl Orff s’inspire d’autres cultures (africaines, asiatiques, Sud-américaines) mais aussi du Moyen Âge et de la renaissance. Les instruments fabriqués ou détournés sont aussi beaucoup utilisés.
En conclusion, nous dirons que la musique élémentaire est une musique du présent, elle s’adresse donc particulièrement aux enfants qui la manipulent, l’explorent et la font évoluer. Elle s’adresse aussi aux éducateurs soucieux d’utiliser une pédagogie vivante et qui ne se sentent pas seulement des maîtres mais plutôt des guides créatifs, des partenaires.

## Formation aux principes du Orff-Schulwerk
Il existe bien certains ouvrages qui traitent de cette pédagogie active mais l’essentiel s’enseigne par l’exemple. De nombreux pays proposent des stages et formations longues. En France il est possible de s’adresser à l’Association Carl-Orff France. Tous les 5 ans un symposium est organisé à l’Institut Orff de Salzbourg. Des conférences, ateliers musicaux, concerts, débats sont au programme. Le dernier s'est déroulé en juillet 2016.

## Compositeurs d’œuvres du Orff-Schulwerk
- Carl Orff
- Gunild Keetman
- Maja Lex
- Jos Wuytack
- Hans Zimmer
- Wilhelm Keller
- Hermann Regner (Bläser-Übung)

## Instrumentarium Orff
C’est à partir d’instruments ethniques que Carl Orff, assisté de son ami luthier Klaus Becker, créent un ensemble d'instruments à lames et percussions (xylophones, metallophones, timballes, grosses caisses, etc.) À ces instruments viendront s'ajouter tous les instruments qui ne demandent pas de technicité particulière et qui peuvent être utilisés rapidement par les enfants (maracas, tambourins, etc.). Pour la fabrication de ces instruments adaptés aux enfants, ils fondent en 1949, la société Studio 49 dans la banlieue de Munich. Carl Orff préconisait aussi l'utilisation sonore d'objets usuels ainsi que les percussions corporelles.

## Institut Orff de Salzbourg

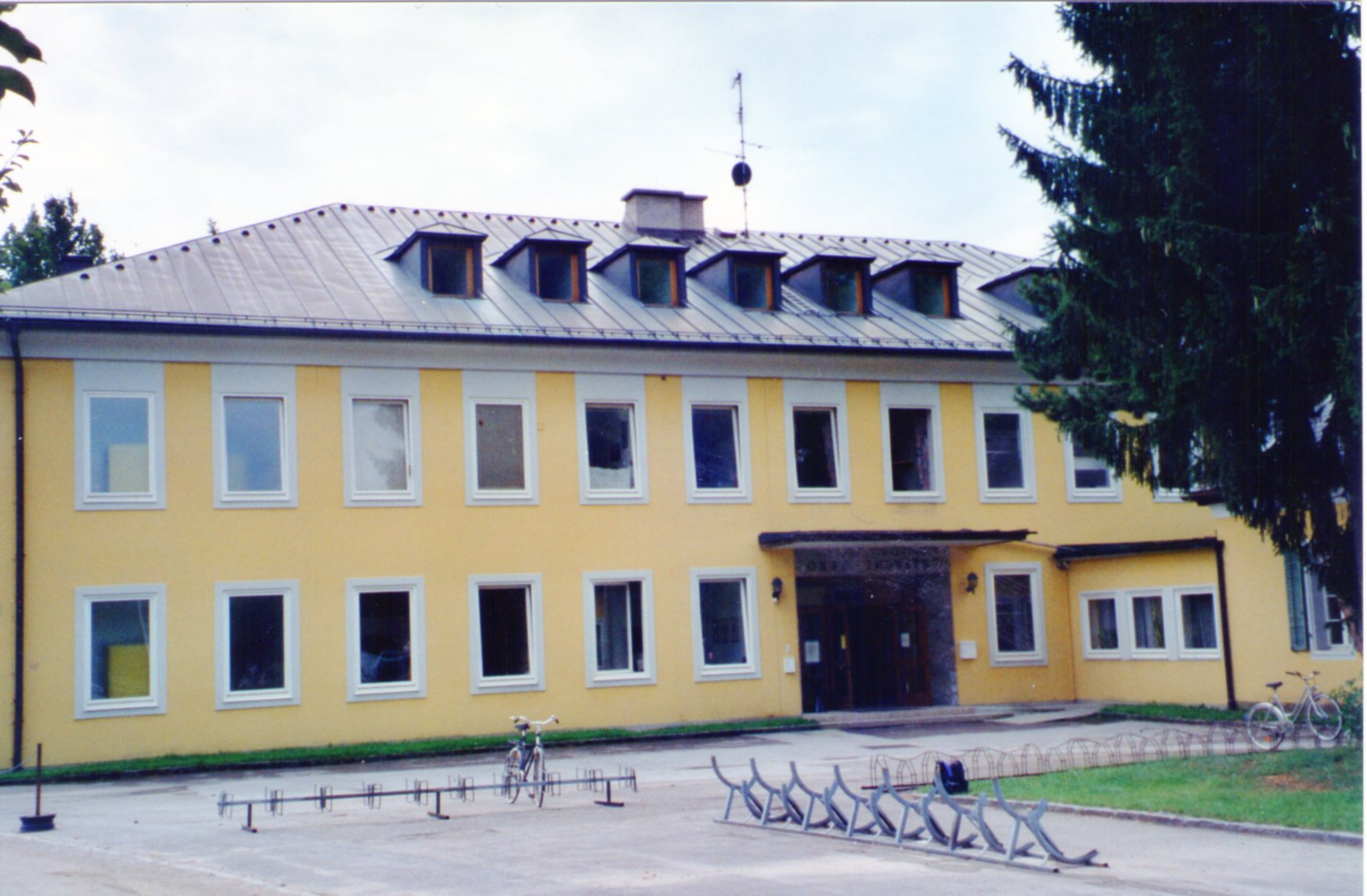
Bâtiment de l’Institut Orff à Salzbourg.

L’Institut Orff est un département de pédagogie musicale de l’université Mozarteum dans la ville de Salzbourg. Il a été créé officiellement en 1963 et a été dirigé pendant quelques années par le compositeur Carl Orff et la pédagogue Gunild Keetman. Il a pour but la diffusion du concept pédagogique « Orff-Schulwerk ».

### Activités
L'Institut Orff propose des formations, des conférences, des concerts, des partitions, CD, publications diverses. Il accueille des étudiants du monde entier venant se former à cette pédagogie musicale active.
Une bibliothèque consacrée à cette pédagogie musicale active est ouverte aux étudiants.
Tous les 5 ans l’Institut Orff accueille un symposium où, durant quatre jours, des ateliers, des conférences et des concerts ouverts à tous sont proposés.
Une formation musicale longue ouverte à tous est dispensée en allemand dont le cursus dure 4 ans.
Une formation accélérée, en anglais est dispensée aux professeurs de musique de toutes nationalités.

## Association Carl-Orff France
Il s'agit d'une association culturelle française sans but lucratif liée à la musique, fondée en février 2001. Elle a pour but la diffusion en France du concept pédagogique Orff-Schulwerk.

### Activités
L’association propose des conférences, partitions, CD, publications diverses.
Elle assure des formations en pédagogie musicale active et d'autres en musicothérapie active, sous forme de stages courts et de formations longues.
Elle est affiliée au Orff-Forum de Salzbourg. Elle travaille par exemple en collaboration avec la Cité de la musique à Paris, l'Ecole pédagogique d'Art musical "Un, Deux, Trois, Musiques..." fondée par Nicole Coppey, l’école de musique de Cergy, des écoles d’éducateurs spécialisés (Buc, Cergy-Pontoise), des centres culturels municipaux (Vitry-sur-Seine).

## Filmographie
- Entrez dans la danse film documentaire de 53 min en français (2007) réalisé par Denys Piningre. Il présente en images cette pédagogie musicale originale. Il est aussi possible de consulter le site de l'association Carl Orff France[5]
- Méthode actives en musique 1 Documentaire en français sur les pédagogies musicales actives dont Carl Orff, réalisé par Steenhout Pierre. Durée 60 min. 1986. Il est archivé à l'association Carl Orff France et à la cinémathèque de Belgique (prêt possible référence V0190)
- ORFF-SCHULWERK - RHYTHMISCH-MELODISCHE ERZIEHUNG (ORFF-SCHULWERK, NOUVELLE EDUCATION MUSICALE), documentaire en allemand sur la pédagogie musicale Carl Orff réalisé par : Hans Rolf Strobel et Heinrich Tichawsky (1959). Ce film a été présenté en compétition au festival de Cannes (courts métrages) en 1960. Il est archivé à la cinémathèque de Belgique (référence F2569)
- Eldorado des jeunes, documentaire en français sur la pédagogie musicale Carl Orff appliquée par le groupe "Ons Dorado" de Brugges. Réalisé par Colette Philippe. Durée 13 min. 1957. Il est archivé à la cinémathèque de Belgique (référence F2136)
- Méthode Orff, Réalisation Bernard Lecomte, éditions Centre Régional de Ressources Audio Visuelles de Tourcoing et Atelier Régional de Musique ; cassette VHS no 320025 ; 12 min 50

## Extraits musicaux du Orff-Schulwerk
Les musiques du Orff-Schulwerk sont régulièrement utilisées ou adaptées dans des Bandes Originales de Films ou documentaires télévisés, par exemple :
- La Balade sauvage (Badlands) Film de Terrence Malick, 1973 : On peut y entendre Spielstücke et Gassenhauer extraits de l’œuvre  "Schulwerk, musica poetica" de Carl Orff et Gunild Keetman
- True Romance (Tony Scott, 1993) Hans Zimmer a composé You're so cool en s'inspirant fortement de Gassenhauer  du Orff-Schulwerk de Carl Orff
- À la rencontre de Forrester Film de Gus Van Sant, 2001 : On peut y entendre Gassenhauer extrait de l’œuvre  "Schulwerk, musica poetica" de Carl Orff et Gunild Keetman
- Voyage dans les ghettos du gotha Le documentaire télévisé de Jean Christophe Rozé (2008) utilise Gassenhauer extrait "Orff-Schulwerk"